# Kevlar

Estructura molecular del Kevlar

El Kevlar ® és un polímer, concretament una poliamida de fibres estan basades en poliparafenilè tereftalamida, molècula rígida que facilita aconseguir una configuració de cadena totalment estesa (recta). Així mateix, la molècula de poliparafenilè tereftalamida té una excel·lent resistència a les altes temperatures i a les flames. En oferir resistència a la calor, Kevlar ® protegeix contra riscos tèrmics de fins a 800 graus.

## Història
La fibra de Kevlar va ser descoberta i sintetitzada per primera vegada el 1965 per l'empresa química DuPont. Malgrat les seves magnífiques qualitats mecàniques, aquesta nova fibra va passar desapercebuda durant anys perquè no se'n trobava la utilitat pràctica, ja que com que no era soluble, se'n va descartar el processament en solució, i com que no es fonia per sota de 500 graus, se'n va descartar també el processament en estat líquid. La seva descobridora, la química Stephanie Kwolek (1923 - 2014) va veure que una solució plàstica, que era el seu objecte d'estudi, sovint es comportava de manera diferent a altres plàstics, i que era extremadament resistent i alhora molt lleuger. Aquest problema de sintetització es va solucionar el 1972 gràcies a la intervenció de Herbert Blades qui va trobar el dissolvent adequat per al procés. D'aquesta forma el Kevlar va sortir al mercat aquell mateix any.

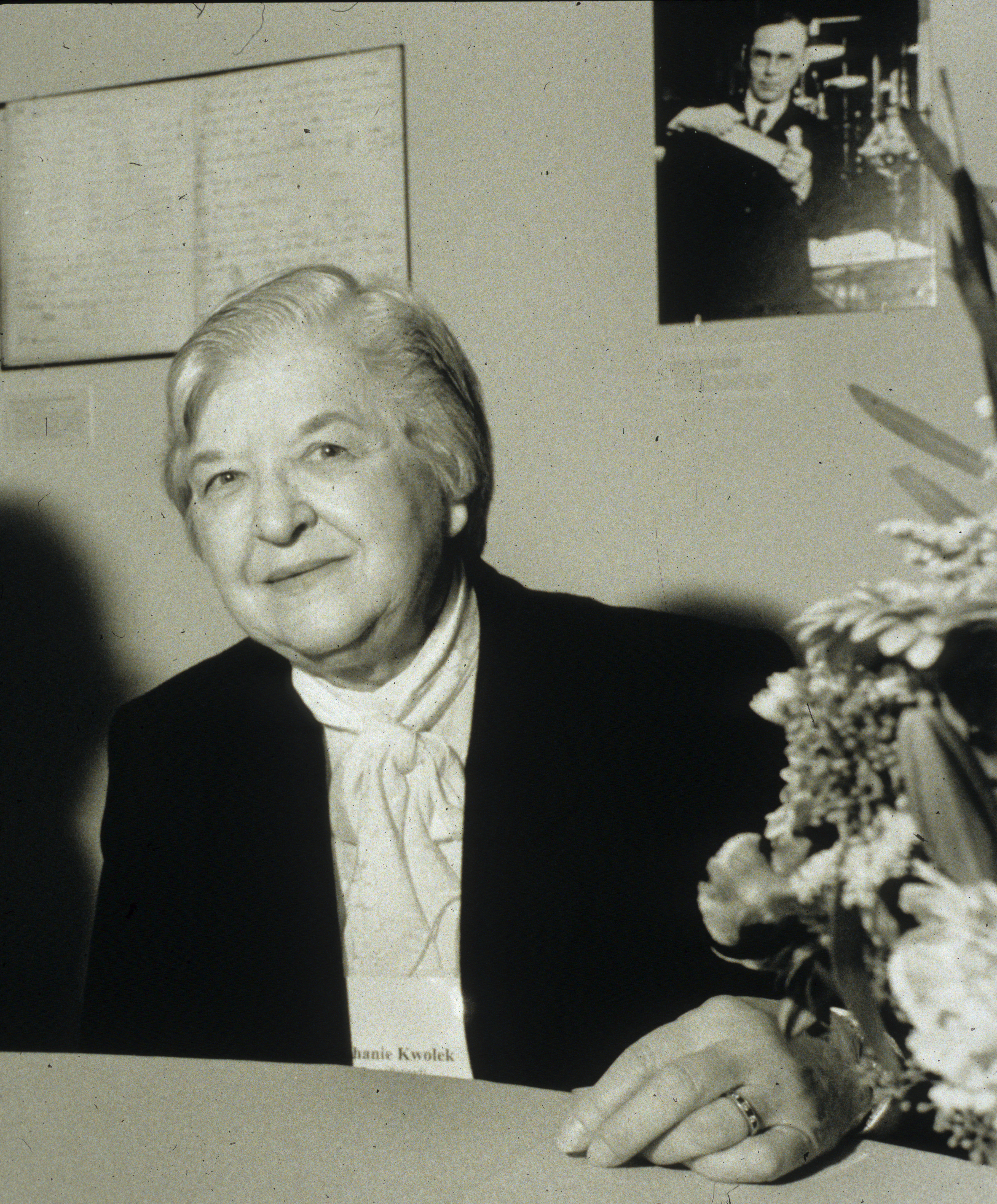
Stephanie Kwolek (1923-2014), descobridora del Kevlar.

## Composició del Kevlar
El Kevlar és un polímer pertanyent a la família de les aramides, pertanyents a la família del niló. El Kevlar, igual que altres polímers, està format per monòmers, que en el seu cas poden estar formats des de cinc fins a un milió de cadenes d'aquests monòmers. Concretament, cada monòmer del Kevlar està format per 14 àtoms de carboni (C), 2 àtoms de nitrogen (N), 2 àtoms d'oxigen (O) i 10 àtoms d'hidrogen (H).
Essencialment existeixen dues variants de fibres de Kevlar: Kevlar 29 i Kevlar 49
El Kevlar 29 és la fibra tal com s'obté de la seva fabricació. S'usa típicament com a reforç en tires per les seves bones qualitats mecàniques, o per teixits. Entre les seves aplicacions més comunes es troben els usos balístics, en cables o cordes.
El Kevlar 49 sorgeix de la unió de les fibres amb determinades resines, formant un material compost. Aquestes fibres són tractades superficialment per afavorir la unió amb la resina, aconseguint un mòdul elàstic més gran. El Kevlar 49 s'utilitza com a reforç d'altres plàstics en materials compostos amb usos que van des dels àmbits aeroespacial, marítim o automobilístic fins a equipament esportiu i altres aplicacions industrials.

## Síntesi
La síntesi d'aquest polímer es du a terme amb una solució N-metil-pirrolidona i clorur de calci, a través d'una polimerització per passos a partir de la p-fenil-die-amina i el di-clorur de l'àcid tereftàlic. La reacció es fa a temperatures baixes degut a l'alt comportament exotèrmic d'aquesta. Posteriorment, el polímer es precipita i es dissol en àcid sulfúric concentrat, en el qual el Kevlar i altres poliaramides formen una solució cristal·lina que s'utilitza per precipitar o coagular les fibres alhora que s'estiren mitjançant un sistema de filat.
Les poliaramides obtingudes tenen un alt grau d'orientació molecular i a la vegada hi ha un gran nombre d'interaccions per ponts d'hidrogen entre els grups amida. És per això que les fibres obtingudes presenten altes prestacions mecàniques.

## Propietats
Sota pressió hidroestàtica el Kevlar és 20 cops més resistent que l'acer.

### Rigidesa
La rigidesa del Kevlar és excepcional tractant-se d'una fibra polimèrica. El valor del mòdul elàstic a temperatura ambient és aproximadament 80 GPa (Kevlar 29) i 120 GPa (Kevlar 49). El valor d'un acer típic és d'uns 200 GPa.

### Resistència
El Kevlar té una gran resistència a la tracció, al voltant d'uns 3,5 GPa, tenint en compte que el valor equivalent de l'acer és d'1,5 Gpa. Aquesta extraordinària resistència mostrada pel Kevlar i altres poliaramides semblants es deu a l'orientació de les seves cadenes moleculars, que es troben a la direcció de l'eix de la fibra, i a l'enorme quantitat d'enllaços per ponts d'hidrogen entre cadenes.

### Elongació a ruptura
El Kevlar posseeix una elongació a ruptura d'entorn el 3,6% pel Kevlar 29 i el 2,4% pel Kevlar 49, mentre que l'acer es trenca entorn de l'1% de la seva deformació. Això determina que el Kevlar sigui un material molt tenaç i absorbeixi una major quantitat d'energia que l'acer abans de fracturar-se.

### Tenacitat
La tenacitat del Kevlar està entorn els 50 MJ·m-3 davant dels 6 MJ·m-3 de l'acer.

### Propietats tèrmiques
El Kevlar és considerat un elastòmer termoplàstic, i es descompon a altes temperatures (entre 420 i 480 graus Celsius) mantenint gran part de les seves propietats mecàniques fins i tot a temperatures properes a la seva temperatura de descomposició.
El mòdul elàstic es redueix entorn d'un 20% quan s'exposa el material a una temperatura de 180 graus Celsius durant 500 hores. Aquesta propietat, juntament amb l'alta resistència química fan del Kevlar un material molt utilitzat en equips de protecció.

### Altres propietats
- Conductivitat elèctrica baixa.
- Alta resistència química.
- Contracció tèrmica baixa.
- Alta duresa.
- Estabilitat dimensional excel·lent.
- Bona resistència a l'abrasió.

## Usos
El Kevlar té usos molt variats i estesos: 
- Jaquetes i impermeables
- Cordes i bosses d'aire al sistema d'aterratge de la nau Mars Pathfinder
- Cordes de petit diàmetre
- Fil de cosir
- Proteccions per cavalls de picar toros.
- Blindatge anti metralla de motors d'avions i la protecció a passatgers en cas d'explosió
- Pneumàtics funcionals que funcionen desinflats
- Guants contra talls, rascades i altres lesions
- Guants aïllants tèrmics
- Bucs de caiacs d'alta resistència d'impacte sense pes addicional
- Esquís, cascs i raquetes lleugeres
- Armilles anti bales
- Revestiment de fibra òptica
- Compost del CD/DVD per la seva resistència tangencial de rotació
- Silenciadors de tubs d'escapament
- Construcció de motors
- Cascs de Fórmula 1
- Veles de velers de regata
- Botes d'alta muntanya.
- Ales d'avió.
- Altaveus d'alta qualitat
- Proteccions per a colzes i genolls d'alta resistència
- Cascs de porters d'hoquei
- Equipament per a motoristes
- Material de roba espacial